# 파이겐바움 함수
파이겐바움 함수(Feigenbaum function) 방정식은 매개 변수의 함수로서, 주기 - 배가 연속성(period-doubling cascade)를 거치는 다음과 같은 1 차원 맵으로부터 시작할 수 있다.
임의의 실수 매개 변수 {\displaystyle r\in \mathbb {R} }에 대하여, 로지스틱 맵은 다음과 같은 함수를 예약하고,
{\displaystyle f\colon \mathbb {R} \mapsto \mathbb {R} }
{\displaystyle f\colon x\mapsto rx(1-x)}
이는 다음과 같이 이산 시간 동역학계로 생각할 수 있다.
{\displaystyle x_{n+1}=f(x_{n})}
파이겐바움함수는 위의 함수로부터  기간 {\displaystyle 2^{n}}의 보편성 에 대한 함수 {\displaystyle g}와 파라미터{\displaystyle \alpha }와의 관계에서 얻어지는 다음과 같은 수학적 표현의 함수 방정식이다.
{\displaystyle g(x)={\frac {1}{-\alpha }}g(g(\alpha x))}
초기 조건
- {\displaystyle g(0)=1},
- {\displaystyle g'(0)=0}, 및
- {\displaystyle g''(0)<0}

{\displaystyle x=0}에 가까운 해의 2 차 의존성을 갖는 특정 형태의 해에 대해, {\displaystyle {{1} \over {\alpha }}} 의 역원 {\displaystyle \alpha =2.5029...}는 파이겐바움 상수 중 하나이다.

## 같이 보기
- 파이겐바움 상수

## 참고
- 매스월드